# Мелісса Джоан Гарт
Мелісса Джоан Кетрін Гарт (англ. Melissa Joan Hart; нар. 18 квітня 1976) — американська акторка, співачка, продюсерка, режисерка, подкастерка, модельєрка та підприємиця. Найбільше відома як виконавиця головних ролей у ситкомах «Клариса знає все», «Сабріна — юна відьма» і «Мелісса та Джої». Авторка мемуарів.

## Життєпис
Народилася у Сміттауні, штат Нью-Йорк. Її мати Пола – продюсерка і менеджерка з пошуку талантів, батько Вільям – приватний підприємець. Названа на честь героїні пісні «Меліса» гурту «Олмен бразерс», а друге ім’я, Джоан, дістала від бабусі по материній лінії. При миропомазанні вона обрала ім’я Кетрін, але не використовує його офіційно. Дитинство провела у Сейвілі, штат Нью-Йорк.
Після Меліси у сім’ї народилося ще четверо дітей: Тріша, Елізабет, Браян та Емілі. Усі вони також актори.
На початку 1990-х батьки розлучились, і Мелісса з матір’ю переїхала до штат Нью-Йорка. 1994 року її мати пошлюбила телевізійного продюсера Леслі Джільямса. У Гарт три одноутробні сестри: Александра, Саманта і Маккензі.
19 липня 2003 року Мелісса Гарт одружилася з музикантом Марком Вілкерсоном. Весільна церемонія відбулась у Флоренції. Коли вони ще були заручені, Марк знявся в одній із серій «Сабріни». У шлюбі народила троє синів: Мейсон Волтер Вілкерсон (2006), Брейдон Гарт Вілкерсон (2008) і Такер Макфадден Вілкерсон (2012). Вони живуть у Вестпорті, штат Коннектикут.
Гарт і її сім’я — християни. В одному з інтерв’ю вона розповіла, що вони щонеділі ходять до церкви й моляться перед кожною трапезою.
Любить романи Джейн Остін, лижі, сноуборд.

## Кар’єра
Кар’єра Мелісси Гарт розпочалася, коли їй було 4 роки, і вона знімалась у рекламі ляльок. У 5 років вона вже мала за плечима 25 рекламних роликів.
Також 1985 року виконала невелику роль у мінісеріалі «Каїн та Авель», а 1986 року зіграла в одній серії детективного серіалу «Equalizer». Того ж року вона знялася в телевізійному фільмі «Різдвяний сніг», котрий здобув премію Еммі.
У квітні 1986 року зіграла епізодичну роль у серіалі «Інший світ».

### «Клариса знає все»
1991 року Мелісса одержала головну роль у «Клариса знає все», комедійному серіалі про повсякденне життя дівчини-підлітки. Серіал здобув неабиякий успіх і приніс Гарт три премії Young Artist Awards.
1995 року, після завершення серіалу, Гарт знялась у пілотній серії спін-офу, де вже доросліша Клариса робить перші кроки у журналістиці, проходячи стажування в газеті.
Також Гарт зіграла в одній із серій популярного фантастичного серіалу «Чи боїшся ти темряви?».

### «Сабріна — юна відьма»
Після закінчення серіалу «Клариса знає все» Гарт вступила до Нью-Йоркського університету, проте залишила навчання, одержавши головну роль у телефільмі «Сабріна — юна відьма». На тлі успіху фільму невдовзі канал «Ей-Бі-Сі» випустив однойменний серіал, який тривав сім сезонів і приніс Мелісі Гарт світову популярність і низку відзнак.
Згодом також з’явилася мультиплікаційна версія серіалу, де Гарт озвучила ролі тітоньок Гільди та Зельди, а її менша сестра Емілі – роль Сабріни.
Крім того, Емілі Гарт також епізодично з’являлась у кожному сезоні серіалу «Сабріна — юна відьма», виконуючи роль Сабріниної кузини Аманди.
У період зйомок «Сабріни» знялася в одній із серій «Дотику янгола» і кількох телевізійних фільмах.
1999 року Гарт зіграла у фільмі «По сусідству». Саундтреком до кінострічки стала пісня Брітні Спірс «Зведи мене з розуму». Незабаром фільм дістав таку ж назву, щоб здобути більший успіх, зокрема у підлітків.
Одночасно з виходом фільму Гарт знялась у фотосесії для жовтневого випуску журналу «Maxim».
Також 1999 року Мелісса Гарт дебютувала як режисерка – зняла одну серію «Неймовірного», в якій зіграла її сестра Емілі.
Протягом 2001 і 2002 років Гарт була режисеркою шести серій «Сабріни».

### Після «Сабріни»
Після завершення «Сабріни» Гарт зняла свою першу стрічку – п’ятнадцятихвилинний фільм «Німа», головну роль у якому виконала її менша сестра Емілі.
Пізніше зіграла в одній із серій «Закону й порядку», а також у кількох телевізійних фільмах, зокрема «Свято в наручниках» (2007) і «Фальшиве весілля» (2009).
2009 року взяла участь у дев’ятому сезоні «Танців із зірками», де її партнером був дворазовий переможець шоу Марк Баллас.

### «Меліса та Джої»
2010 року Мелісса Гарт почала зніматися в новому комедійному серіалі «Меліса та Джої». Її героїні, Мел, доводиться поєднувати політичну кар’єру і виховання дітей своєї сестри, яка опинилась у в’язниці. Щоб подолати нові труднощі, вона наймає нянею Джо, колись успішного фінансиста, котрий залишився без роботи. Серіал сподобався аудиторії і виходив на екрани упродовж п’яти років.
2013 року Гарт випустила книжку «Меліса знає все: історії з мого ненормально нормального життя». У цих мемуарах вона розповідає про своє дорослішання, складності, з якими пов’язане життя підлітки-акторки, і як вона старається знайти утримувати баланс між акторською діяльністю і сімейним життям.

## Вибрана фільмографія

### Кіно
- 2009 — «Дев'ять у списку мертвих» (англ. Nine Dead) — Келлі Мерфі;

### Телебачення
- 1996 — «Сабріна — юна відьма» (англ. Sabrina the Teenage Witch) — Сабріна Соєр;
- 1996–2003 — «Сабріна — юна відьма» (англ. Sabrina, the Teenage Witch) — Сабріна Спеллман;
- 2000 — «Журнал мод» (англ. Just Shoot Me!);
- 2007 — Свято в наручниках (англ. Holiday in Handcuffs);